# Rudolph Joseph von Colloredo

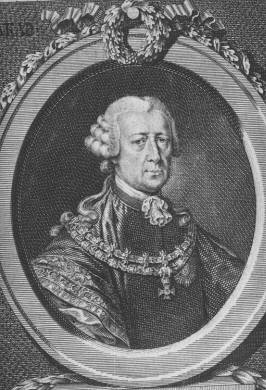
Rudolf Josef von Colloredo-Waldsee (1706–1788)

Rudolph Joseph Graf von Colloredo-Waldsee (auch Wallsee; * 6. Juli 1706 in Prag; † 1. November 1788 in Wien), seit 1763 Reichsfürst von Colloredo, war Reichsvizekanzler des Heiligen Römischen Reiches.

## Familie
Sein Vater war der kaiserliche Statthalter der Lombardei, Graf Hieronymus von Colloredo. Die Mutter war Johanna Caroline, die Tochter des österreichischen Staats- und Konferenzministers Wenzel Norbert Graf Kinsky von Wchinitz und Tettau. Er selbst heiratete Maria Gabriela, die Tochter des österreichischen Staats- und Konferenzministers Gundaker Thomas Graf von Starhemberg. Aus der Ehe gingen 18 Kinder hervor. Seine vier Söhne, die das Erwachsenenalter erreichten, waren Franz Gundaker, Nachfolger des Vaters als Reichsvizekanzler, Hieronymus, Fürsterzbischof von Salzburg, Joseph, General und Großprior Böhmens, sowie Wenzel, Hofkriegsratspräsident und kaiserlicher Feldmarschall.

## Leben
Rudolph Joseph studierte in Mailand, Prag und Wien. Gefördert durch seinen Schwiegervater machte Colloredo-Waldsee eine rasche Karriere in kaiserlichen Diensten. Schon im Alter von 22 Jahren wurde er wirklicher Reichshofrat. Von 1731 bis 1734 war er Komitialgesandter für das Königreich Böhmen beim Reichstag in Regensburg. Außerdem war er kaiserlicher Gesandter bei verschiedenen Fürsten des Reiches sowie bevollmächtigter Minister bei den Reichskreisen und Kommissar bei der Bischofswahl in Augsburg. Ab 1735 war er Geheimer Rat und seit 1737 Substitut des Reichsvizekanzlers Johann Adolf von Metsch. Nach dessen Tod im Jahr 1740 leitete er die Geschäfte der Reichshofkanzlei. Maria Theresia beauftragte ihn, bei den Kurfürsten um die Stimme für ihren Ehemann Franz Stephan bei der bevorstehenden Kaiserwahl zu werben.
Nach der Thronbesteigung von Kaiser Karl VII. aus dem Haus Wittelsbach musste er das Amt niederlegen. Er blieb Gesandter in österreichischen Diensten.
Nach dem frühen Tod des Kaisers unterzeichnete Colloredo-Waldsee 1745 im Namen Österreichs den Frieden von Füssen. Bei der Wahl von Kaiser Franz I. war er als kurböhmischer Gesandter anwesend. Der Kaiser ernannte ihn nach der Wahl zum Reichsvizekanzler und erhob ihn 1763 in den Fürstenstand. Er war bereits seit 1743 Konferenzminister und spielte in der Konferenz eine beträchtliche Rolle.
Maria Theresia war Colloredo weniger zugetan. Colloredo kritisierte Wenzel Anton Kaunitz und sah weiterhin in Frankreich den eigentlichen Feind Österreichs und des Reiches. Daher befürwortete er ein Bündnis mit England sowie mit den Fürsten des Reiches. Die Kaiserin entschied sich in dieser Frage gegen Colloredo-Waldsee. Persönlich missbilligte Maria-Theresia die Leidenschaft für Frauen und das Glücksspiel sowie die Verschwendungssucht des Grafen. Hinzu kamen trotz Klugheit seine Arbeitsunlust und die mangelnden Kenntnisse der Staatsangelegenheiten.
Unter Joseph II. verlor Fürst Colloredo an Einfluss, außerdem hatte der Kaiser versucht, Veränderungen in der Reichshofkanzlei durchzuführen.
Er erwarb 1756 das Schloss Sierndorf in Niederösterreich, 1775 kam Schloss Opočno in Ostböhmen an ihn. Von seinen Söhnen wurde der Ältere Franz de Paula Gundakar ebenfalls Reichsvizekanzler. Dieser wurde Begründer der fürstlichen Linie Colloredo-Mannsfeld.

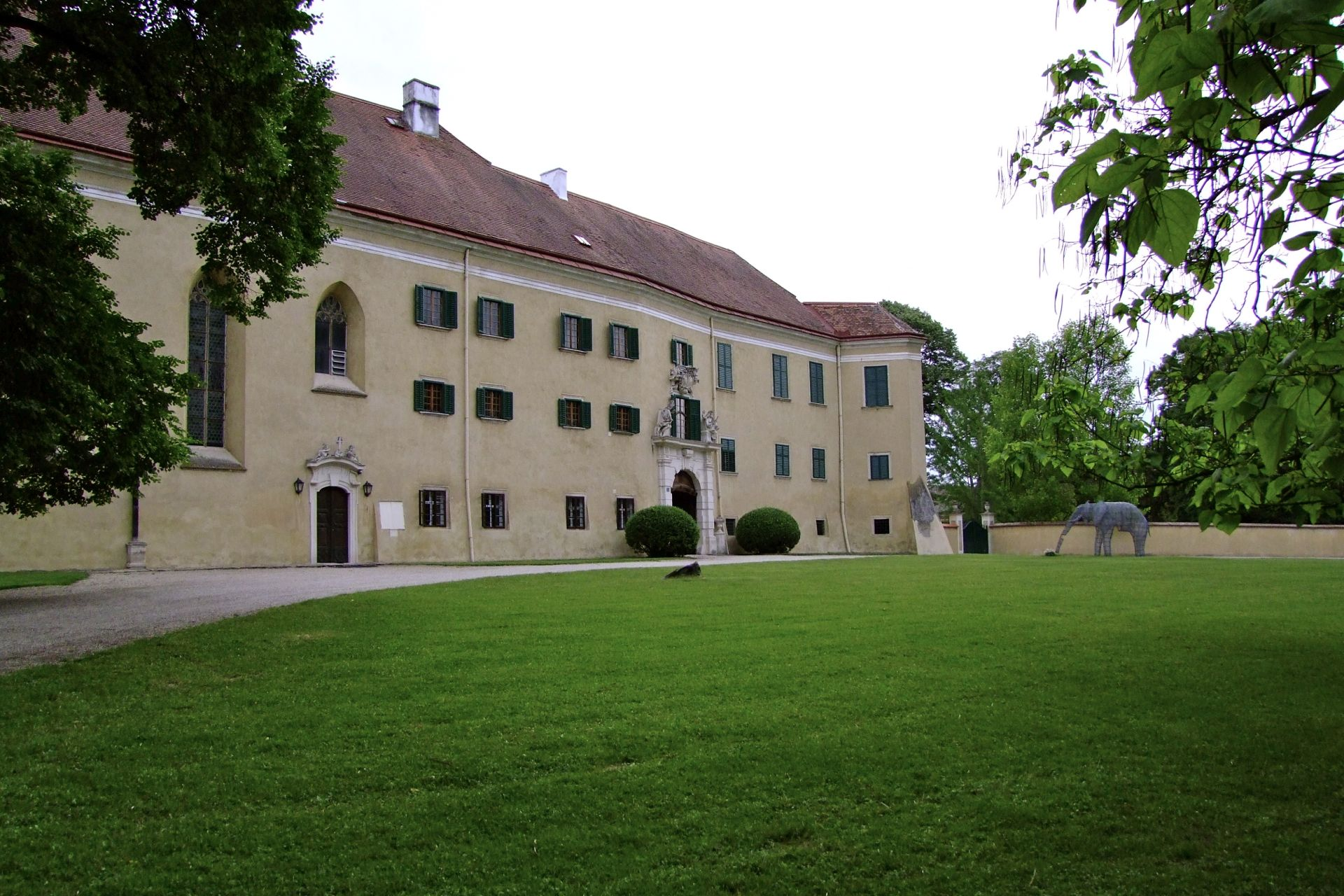
Schloss Sierndorf, Niederösterreich
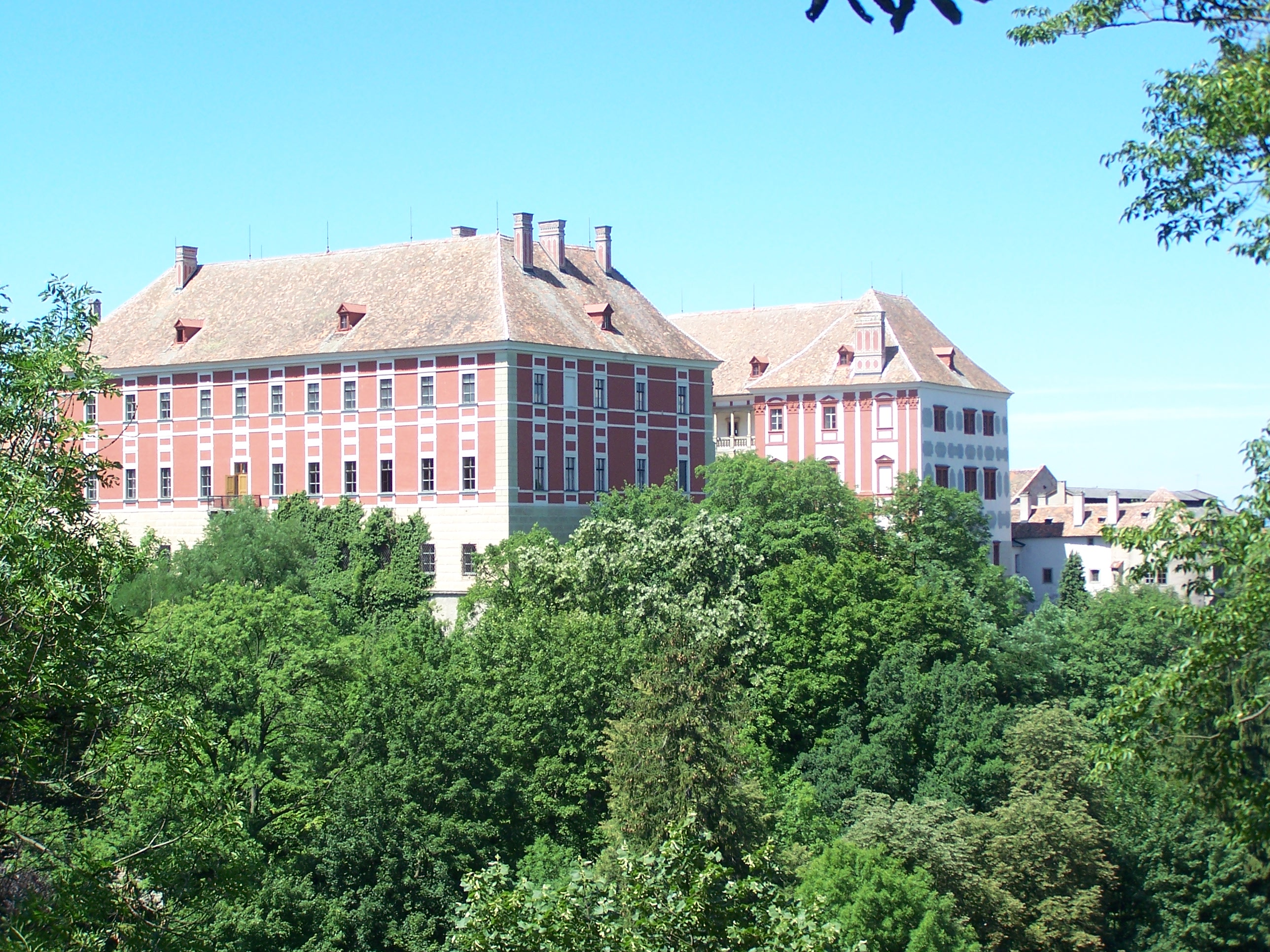
Schloss Opočno, Ostböhmen